# SN 1986P
SN 1986P – niepotwierdzona supernowa odkryta 2 lipca 1986 roku w galaktyce NGC 5763. W momencie odkrycia miała maksymalną jasność 17,00m.